# Toivo Kivimäki

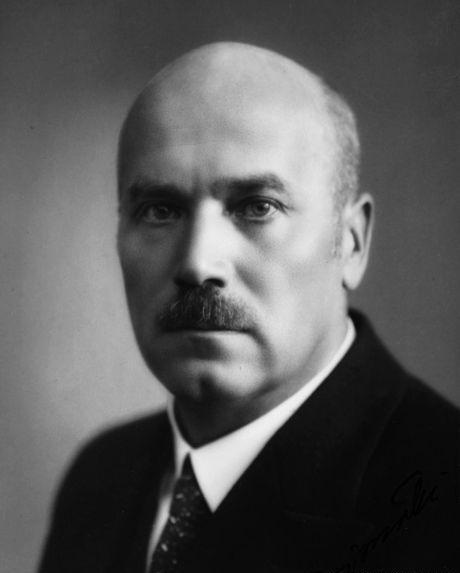
Toivo Kivimäki, 1950

Toivo Mikael Kivimäki (* 5. Juni 1886 in Tarvasjoki; † 6. Mai 1968 in Helsinki) war ein finnischer Politiker, Rechtswissenschaftler, Diplomat und Ministerpräsident.

## Studium und berufliche Laufbahn
Nach dem Studium der Rechtswissenschaften war Toivo Kivimäki als Professor für Bürgerliches Recht an der Universität Helsinki tätig. Dort war er 1931 bis 1936 Dekan der Fakultätsabteilung für Bürgerliches Recht. Von 1948 bis 1956 war er erneut Professor für Bürgerliches Recht an der Universität Helsinki.

## Politische Laufbahn

### Abgeordneter und Minister
Kivimäki begann seine politische Laufbahn mit der Wahl zum Abgeordneten des finnischen Parlaments. Dort vertrat er die Interessen der Nationalen Fortschrittspartei (KED).
Von Dezember 1928 bis August 1929 war er Innenminister im Kabinett von Oskari Mantere. Später war er von März 1931 bis Dezember 1932 Justizminister im zweiten Kabinett von Juho Sunila.

### Ministerpräsident 1932 bis 1936
Als dessen Nachfolger war er vom 14. Dezember 1932 bis zum 7. Oktober 1936 Ministerpräsident einer Koalitionsregierung aus Ministern der KED, der Nationalen Sammlungspartei (KOK) sowie der Schwedischen Volkspartei (SFP). Mit dieser fast vierjährigen Amtszeit war er bis 1985 der dienstzeitlängste finnische Ministerpräsident. Während seiner Amtszeit richtete er die Außenpolitik überwiegend auf eine Zusammenarbeit mit den anderen skandinavischen Staaten aus.

### Botschafter in Berlin und Präsidentschaftskandidat
Zwei Wochen nach der Unterzeichnung des Friedensvertrages zwischen Finnland und der Sowjetunion zur Beendigung des Winterkrieges am 13. März 1940 wurde er von Ministerpräsident Risto Ryti zum Botschafter in Berlin ernannt. Dort war er bis zum Abbruch der diplomatischen Beziehungen am 2. September 1944 tätig. In diesem Amt war er verantwortlich für die Verbesserung der Beziehungen zwischen Finnland und dem Deutschen Reich. Während das Deutsche Reich bis 1941 noch anti-finnisch eingestellt war, führten Kivimäki einflussreichen diplomatischen Beziehungen dazu, dass die deutsche Wehrmacht auf der Seite der finnischen Armee im Fortsetzungskrieg zwischen Juni 1941 und September 1944 gegen die Rote Armee kämpfte. Allerdings führte er in den letzten Monaten seiner Amtszeit in Berlin zunehmend weniger die Weisungen des damaligen Präsidenten Ryti aus, was dazu führte, dass kein offizieller Vertrag mit dem Deutschen Reich geschlossen wurde. Aus diesem Grund erfolgte die Unterzeichnung des umstrittenen Ryti-Ribbentrop-Vertrages am 26. Juni 1944 in Helsinki ohne die Beteiligung des Botschafters Kivimäki. Nach der Abwahl von Ryti am 31. Juli 1944 sah sich der neue finnische Präsident Marschall Mannerheim nicht an den Vertrag gebunden, da dieser aus Sicht der finnischen Regierung ein persönliches Unterfangen Rytis war.
Im Dezember 1940 kandidierte er gegen Ryti für das Amt des Staatspräsidenten. Allerdings erhielt er nur eine der 300 Wahlmännerstimmen.

### Nachkriegszeit und Verurteilung wegen des Fortsetzungskrieges

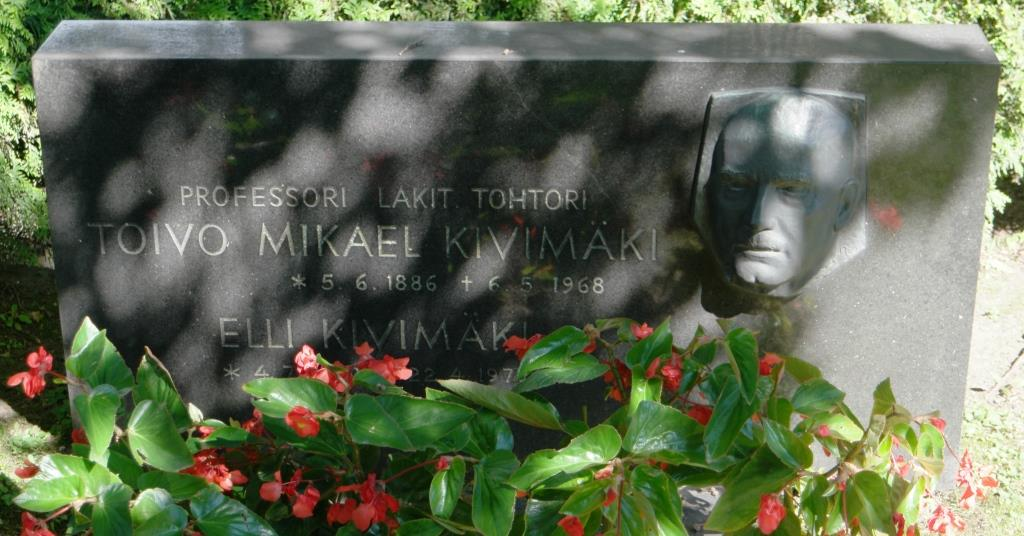
Grab von Toivo Kivimäki auf dem Friedhof Hietaniemi in Helsinki

Nach dem Waffenstillstandsabkommen von Moskau zur Beendigung des Fortsetzungskrieges am 19. Juli 1944 musste sich Kivimäki in einem Prozess mit sieben weiteren Verantwortlichen des Fortsetzungskrieges auf Drängen der sowjetischen Führung unter Josef Stalin gerichtlich verantworten. Am 21. Februar 1945 wurde er zu fünf Jahren Freiheitsstrafe verurteilt.
Nach der Pariser Friedenskonferenz 1946 und einem Freundschaftsvertrag zwischen Finnland und Sowjetunion 1948 erließ der damalige Präsident Juho Kusti Paasikivi eine Amnestie, aufgrund deren Kivimäki aus der Haft entlassen wurde. Nach der Haftentlassung zog er sich aus dem politischen Leben zurück und übernahm wieder seine Professur an der Universität Helsinki.